# Fita
Fita (Ѳ, ѳ) är en bokstav som användes i det tidiga kyrilliska alfabetet, tagen från det grekiska theta. Bokstaven användes ifrån början för att kunna skriva namn från grekiskan. Sedan slaverna uttalade dessa namn med ett /f/-ljud istället för det riktiga /θ/-ljudet (som engelskans tonlösa th) blev namnet Theodor uttalat som Fjodor. Bokstaven ersattes år 1918 av Ф (ef).
Fita ska inte blandas ihop med den nästan identiskt liknande kyrilliska bokstaven Ө ө, som fortfarande används bland annat i kazakiska, mongoliska samt tuvinska som en vokal närmast ö.